# Ворокомле
 Ворокомле— село в Україні, у Камінь-Каширській громаді Камінь-Каширського району Волинської області. Населення становить 1902 особи.

## Історія
Перша згадка про село сягає 1502 року (в історії роду князів Санґушків). В селі раніше хати були розкидані по лісах та болотах. Окремі частини села з'єднувалися греблями, по яких восени і навесні неможливо було проїхати. Селяни майже не мали полів, а більше розводили худобу — навіть в основі назви села є давнє слово «ворока» — місце для худоби, хлів.
В 1917 р. на кошти полонених українців зі складу російської армії, які утримувалися у таборі Вецляр (Німеччина), у селі була відкрита початкова Школа iм. Вецлярського табору, в якій навчалося 65 учнів.
До 5 лютого 1965 року село, разом із однойменною сільрадою, належало до Любешівського району Волинської області.

## Населення
Згідно з переписом УРСР 1989 року чисельність наявного населення села становила 1970 осіб, з яких 971 чоловік та 999 жінок.
За переписом населення України 2001 року в селі мешкали 1893 особи.

### Мова
Розподіл населення за рідною мовою за даними перепису 2001 року:
| Мова       | Відсоток |
| ---------- | -------- |
| українська | 99,53 %  |
| російська  | 0,37 %   |
| білоруська | 0,05 %   |
| молдовська | 0,05 %   |

## Відомі люди
- Зубач Олександр Лукашович (1980—2022) — підполковник Збройних сил України, учасник російсько-української війни.
- Шумик Василь Захарович (1978—2020) — солдат Збройних сил України, учасник російсько-української війни.
- Турченюк Василь Володимирович (1989—2022) – солдат Збройних Сил України, учасник російсько-української війни. Загинув 11 червня 2022 р. в результаті осколкового поранення в місті Сєвєродонецьк на Луганщині.
- Краглик Ярослав Павлович (1973—2022) – солдат Збройних Сил України, учасник російсько-української війни. Загинув 4 серпня 2022 р. в результаті ворожого обстрілу на Донеччині.
- Карпук Володимир Іванович (1980—2023) – солдат Збройних Сил України, учасник російсько-української війни. Загинув 23 жовтня 2023 р. в Херсонській області. Похований 29 жовтня 2023 року на місцевому кладовищі села Ворокомле.
- Михалик Валерій Миколайович (1985-2024) — солдат Збройних Сил України, учасник російсько-української війни. Життя обірвалося трагічно 2 вересня 2024 року в Курській області. Похований 13 вересня 2024 року на місцевому кладовищі села Ворокомле.

## Цікаві факти
- У селі є традиція желникувати у страсний четвер. Для цього треба повечеряти тільки пісним борщем, а наступного разу поїсти на саму Пасху, коли розговляються.[5]

## Галерея

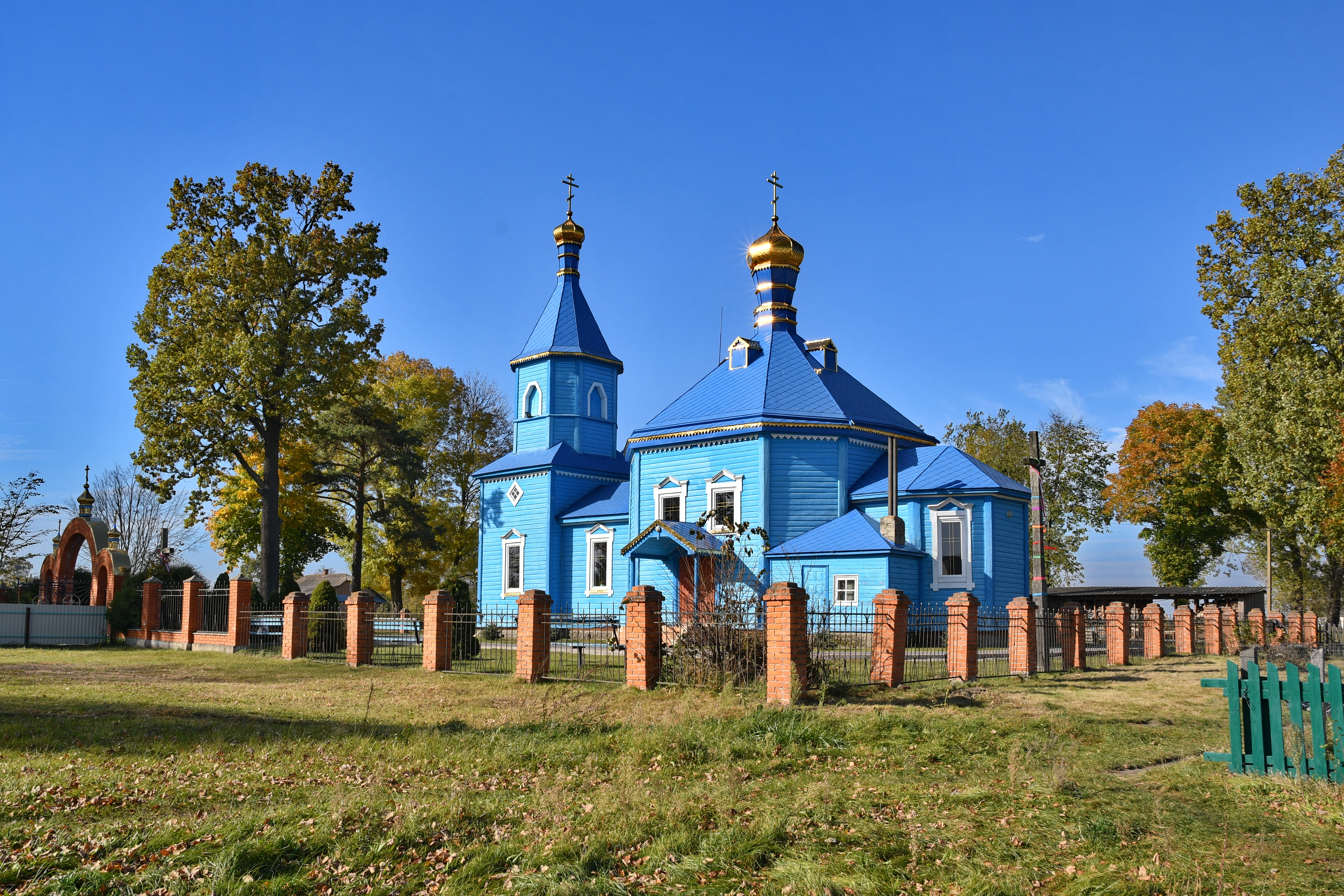
Покровська церква (1889 рік)
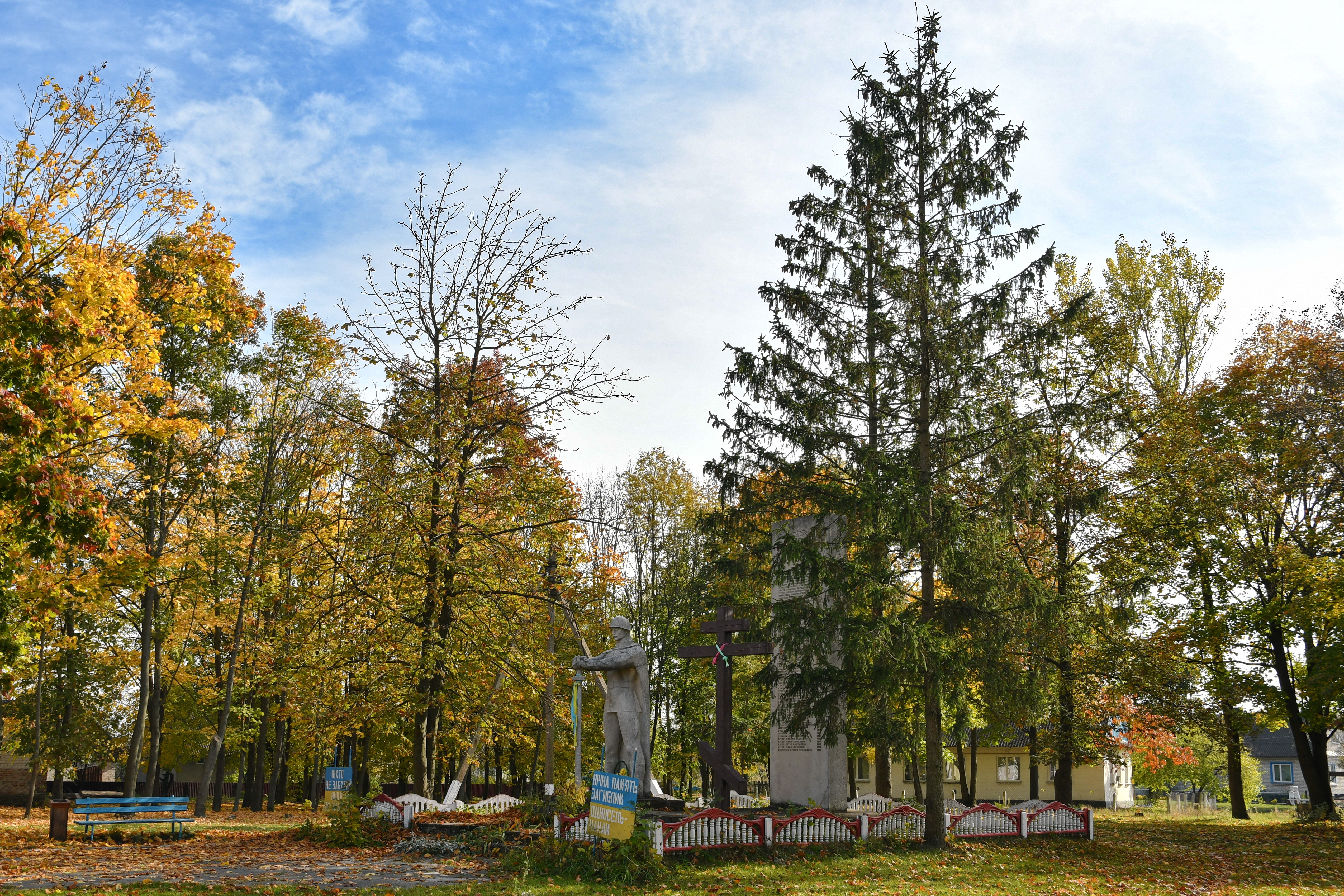
Пам'ятник землякам (1970 рік)
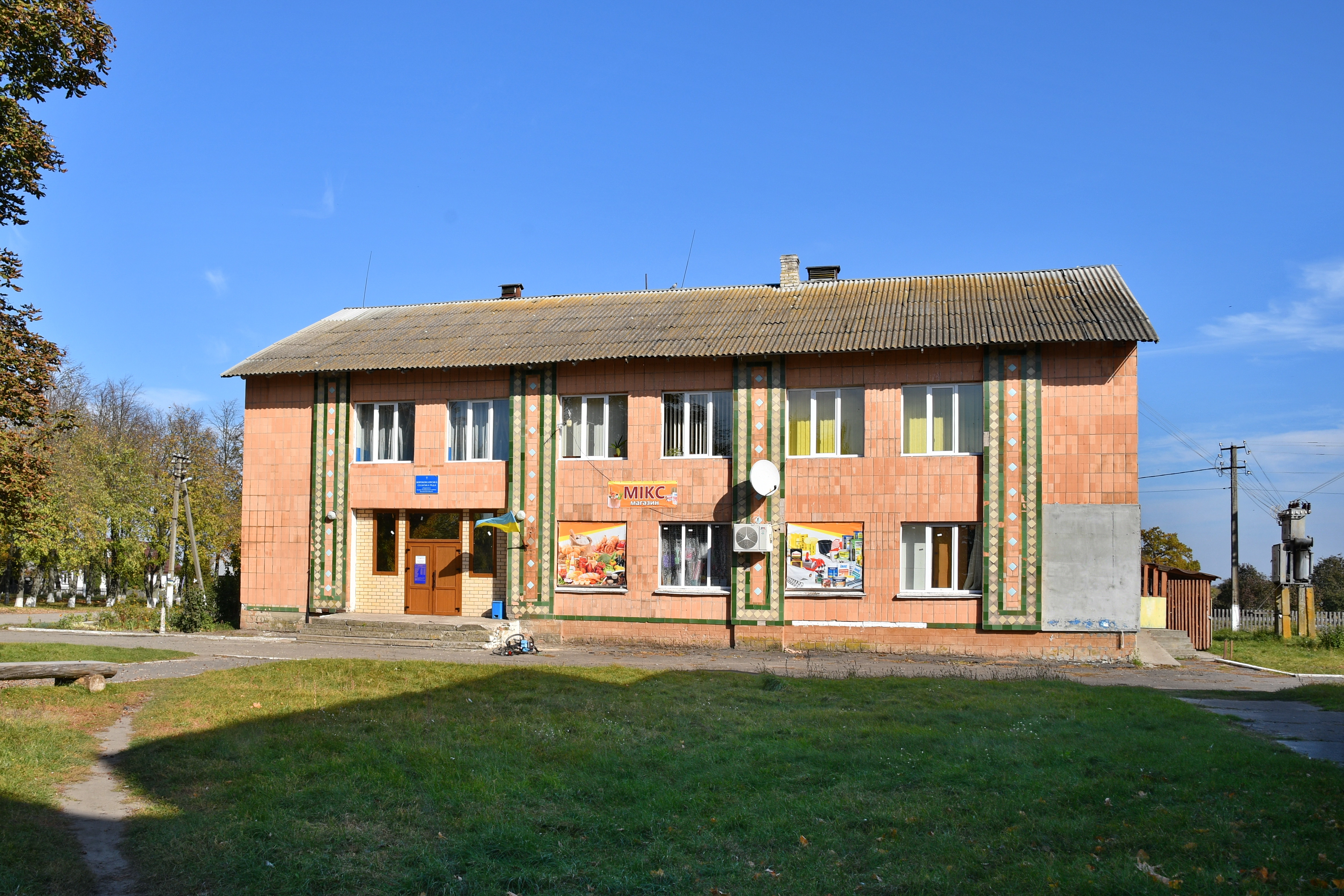
Сільська рада
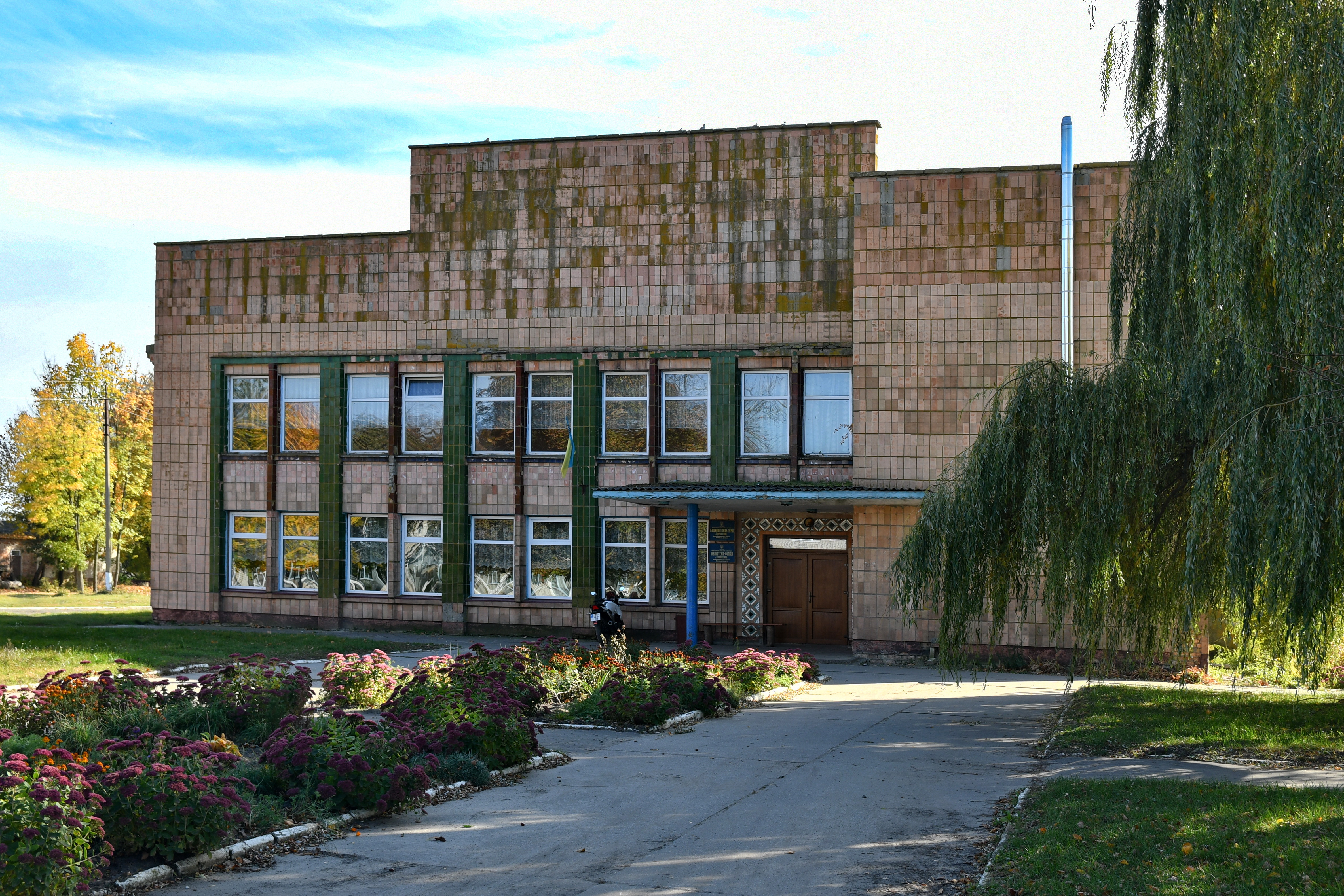
Палац культури та бібліотека
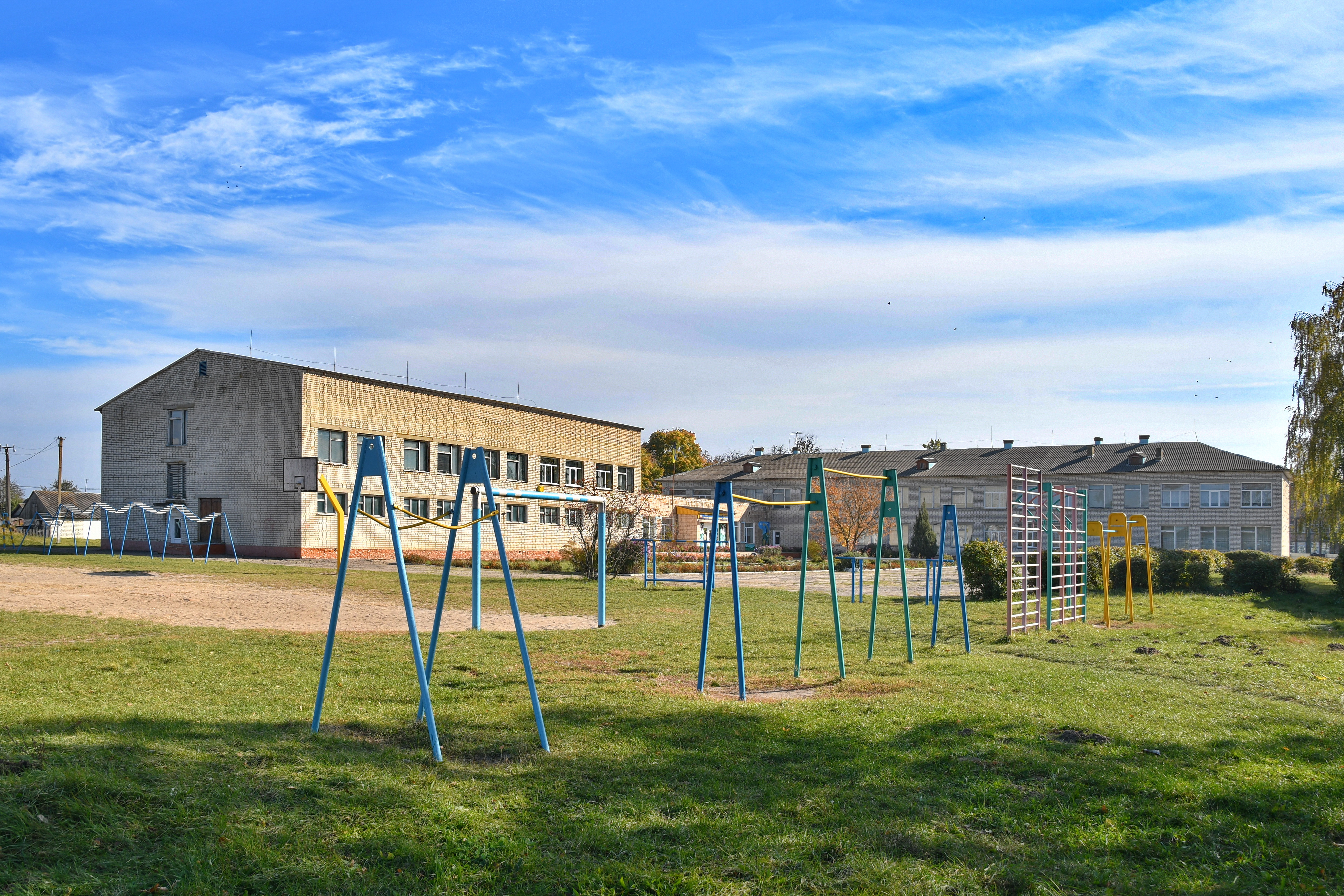
Школа
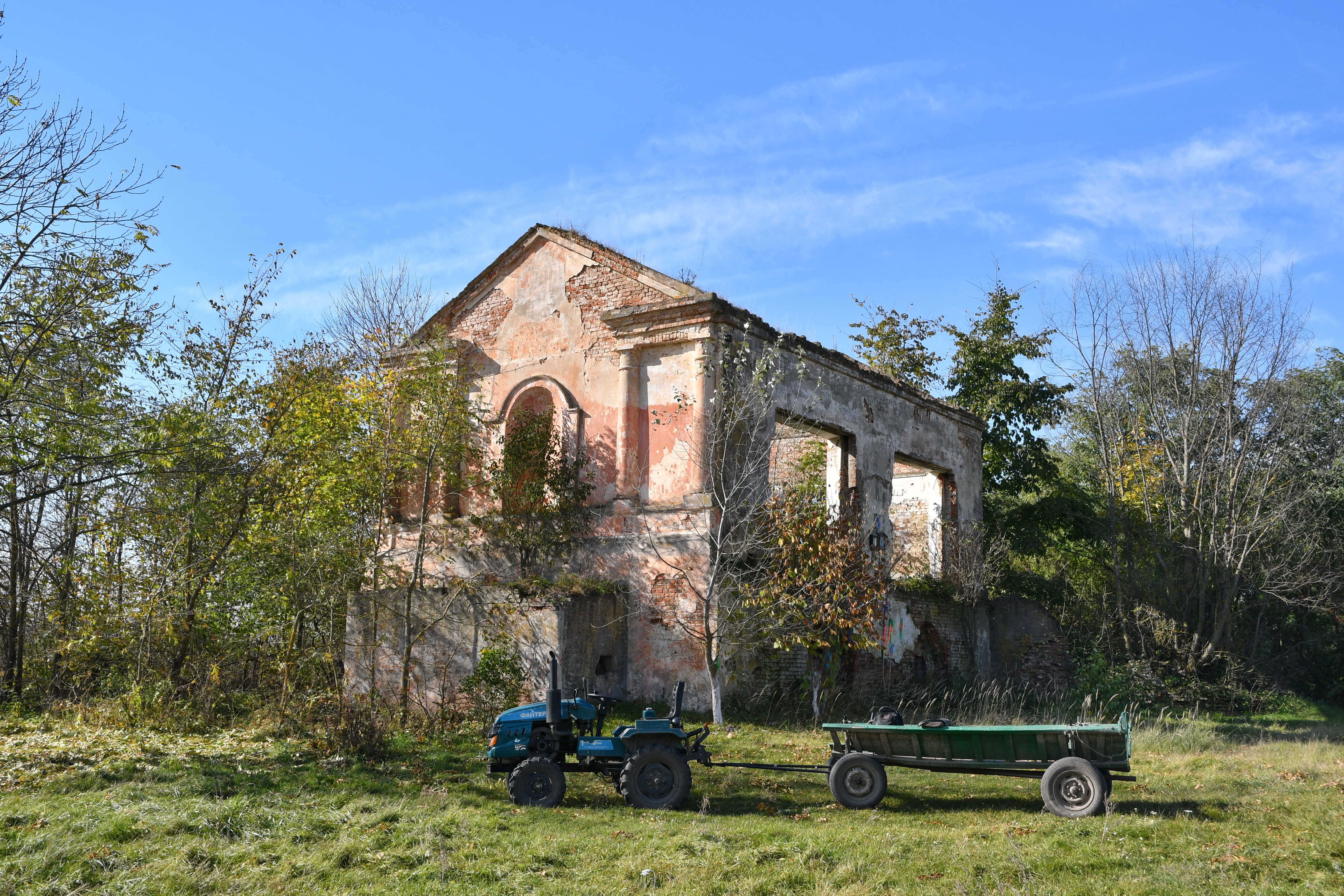
Каплиця у колишньому польському маєтку Красицьких - загальний вигляд
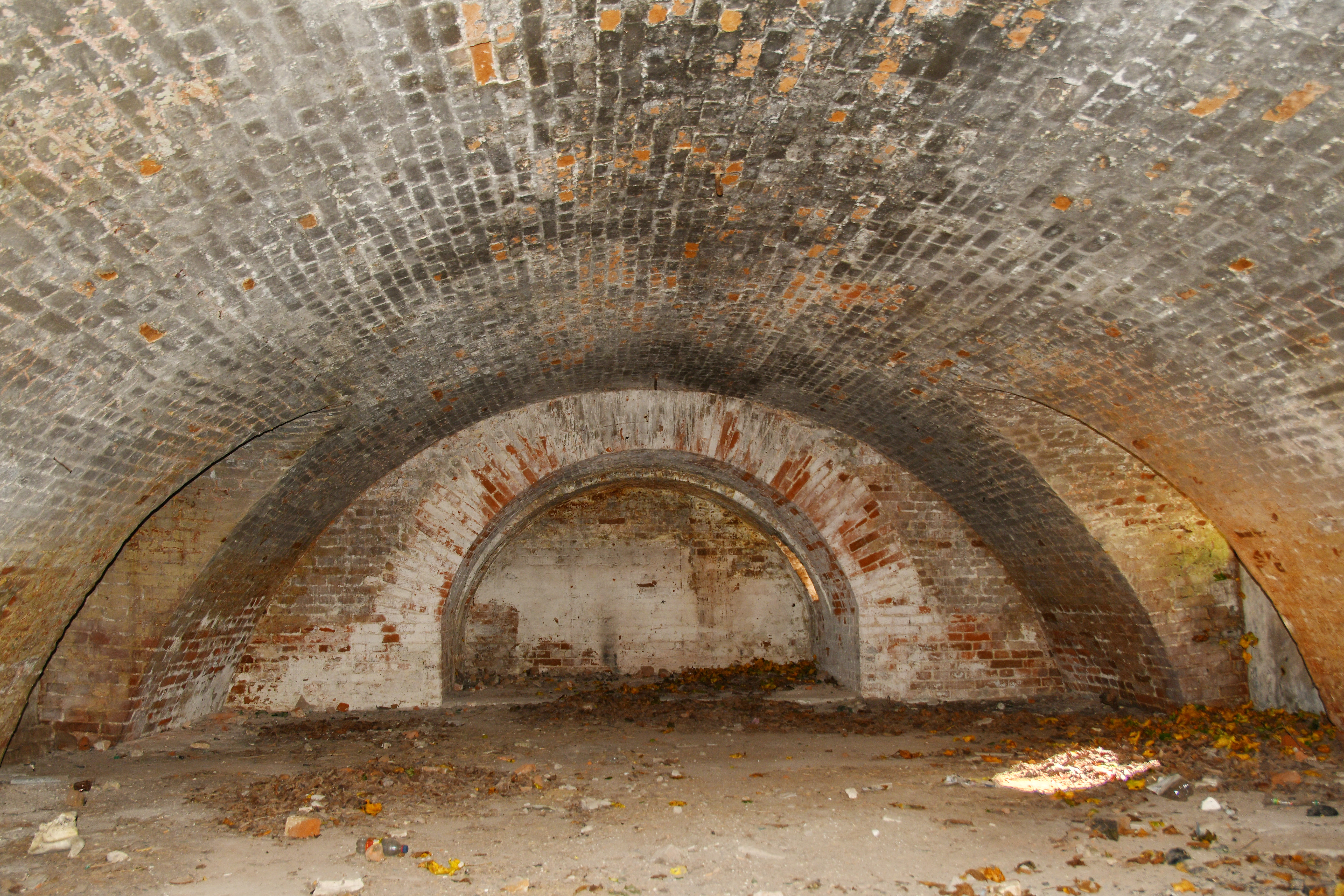
Каплиця у колишньому польському маєтку Красицьких - підвали
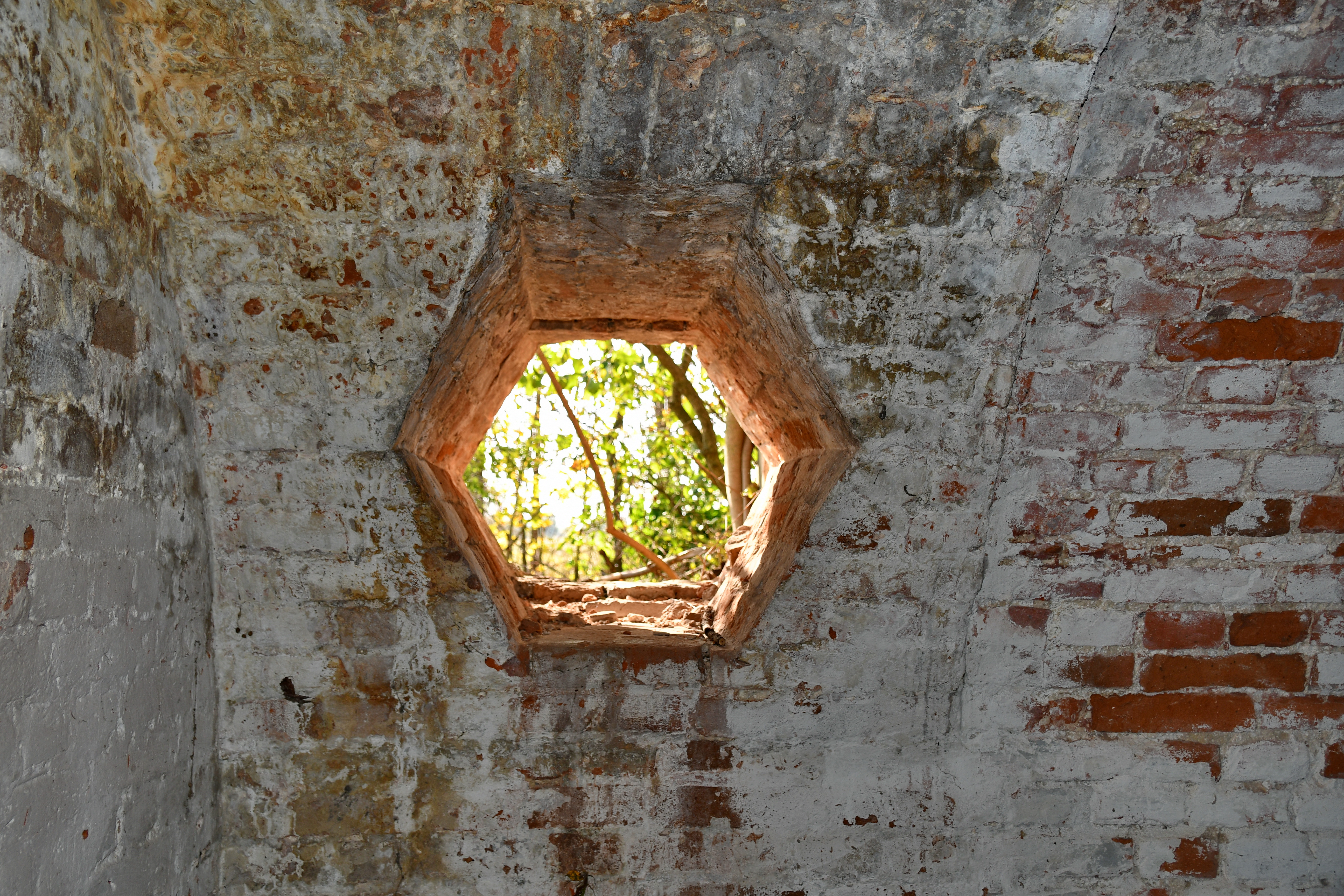
Каплиця у колишньому польському маєтку Красицьких - отвір в склепі
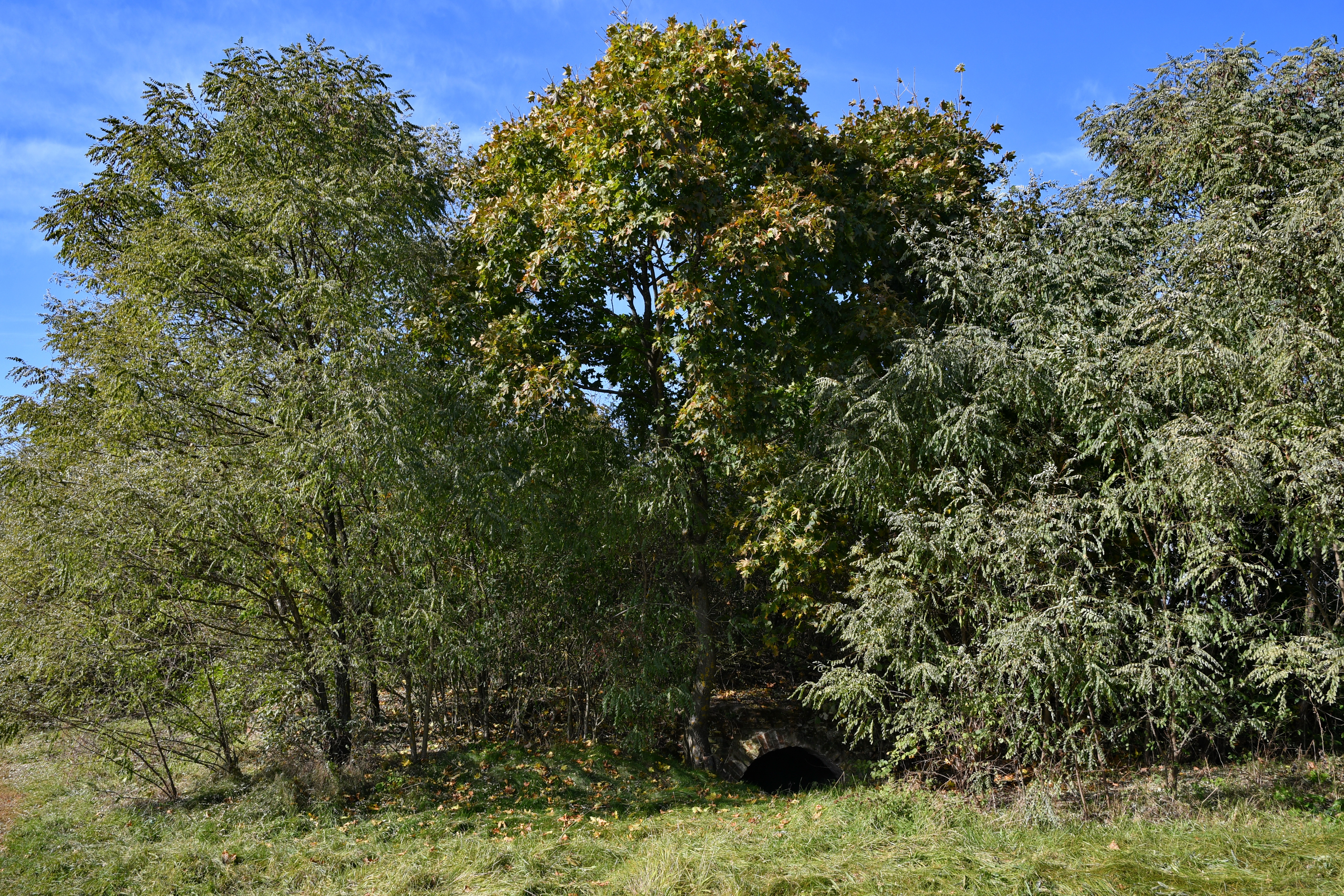
Льох колишнього польського панського маєтку - загальний вигляд
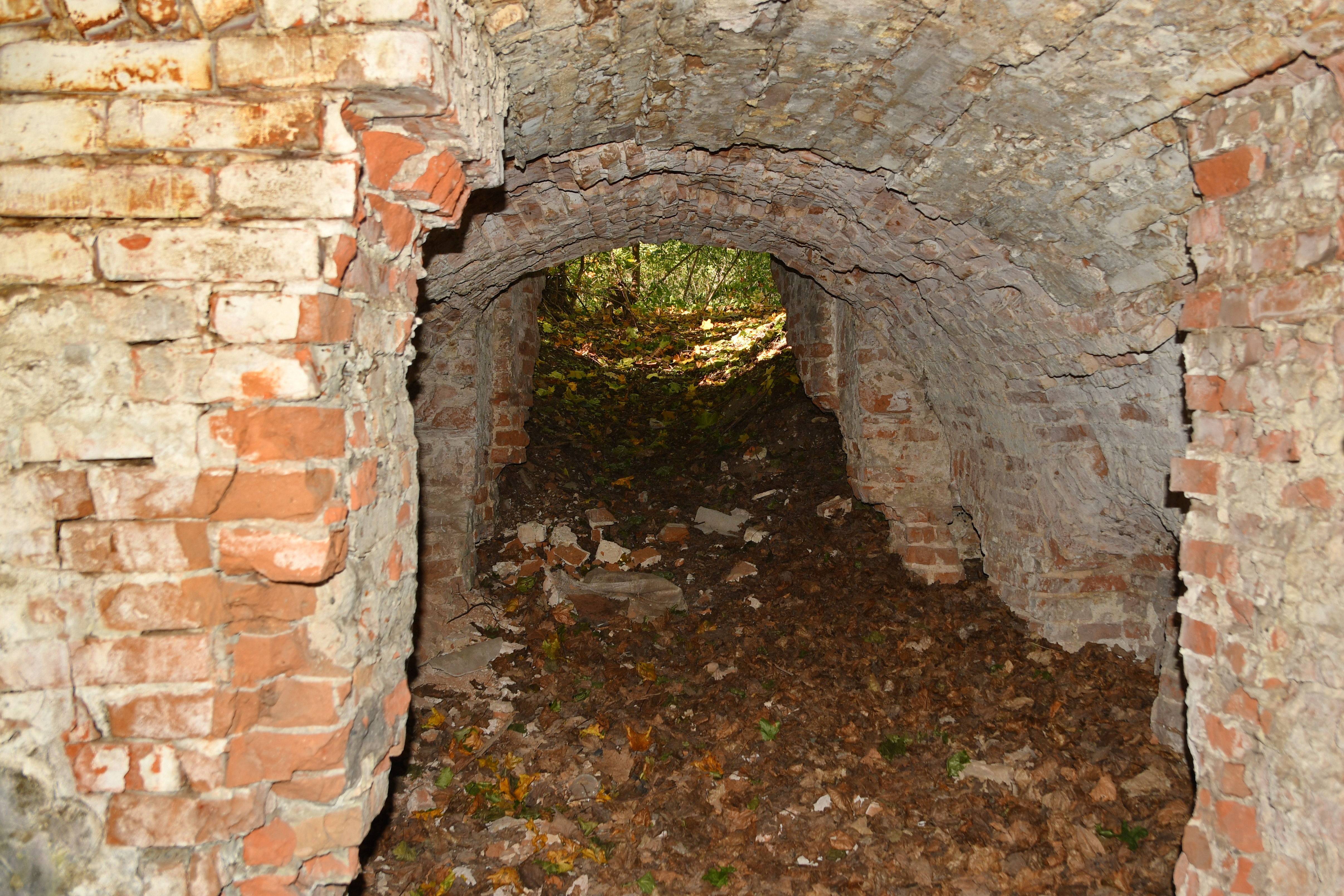
Льох колишнього польського панського маєтку - вигляд всередині
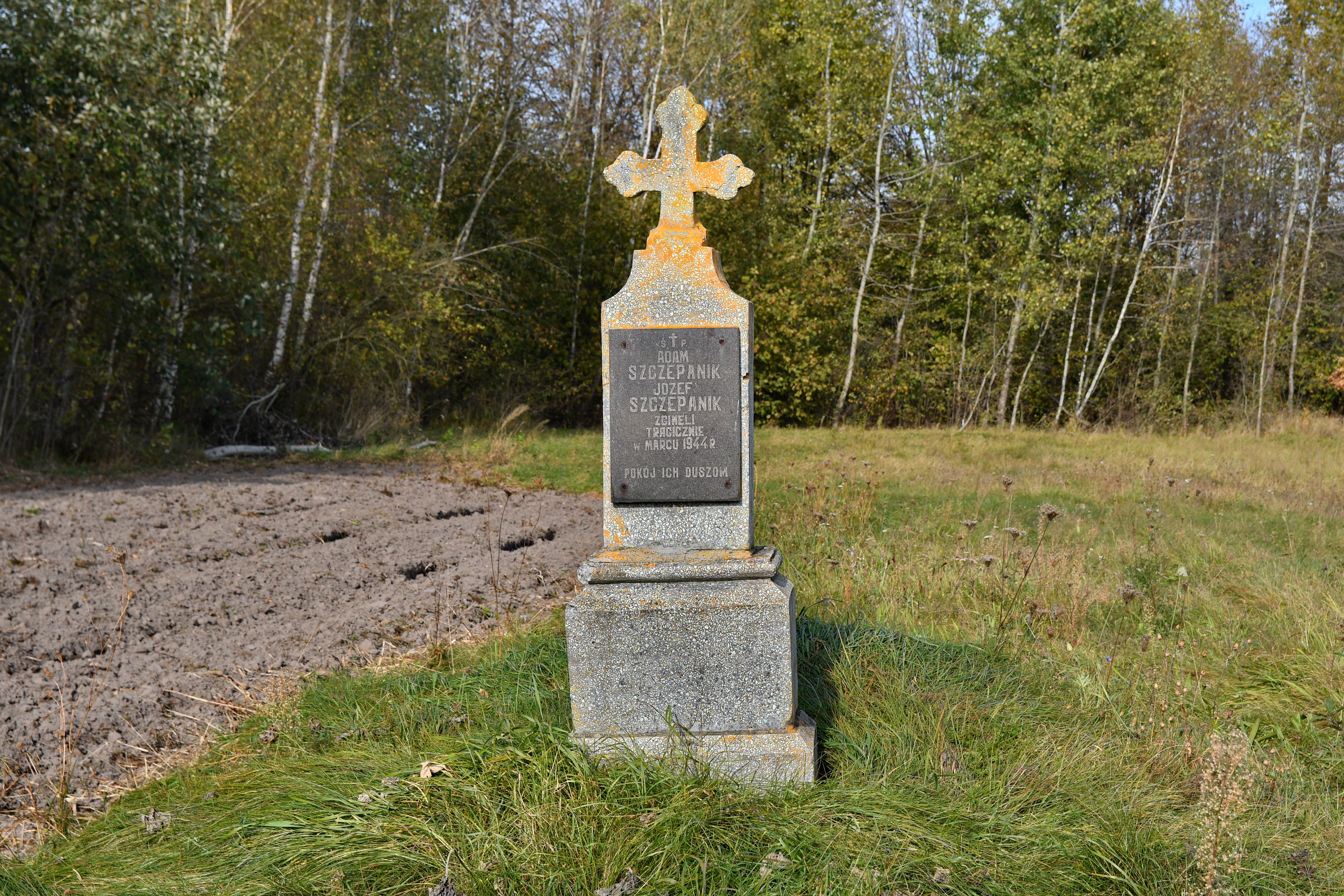
Пам'ятник Адаму Щепаніку та Йозефу Щепаніку
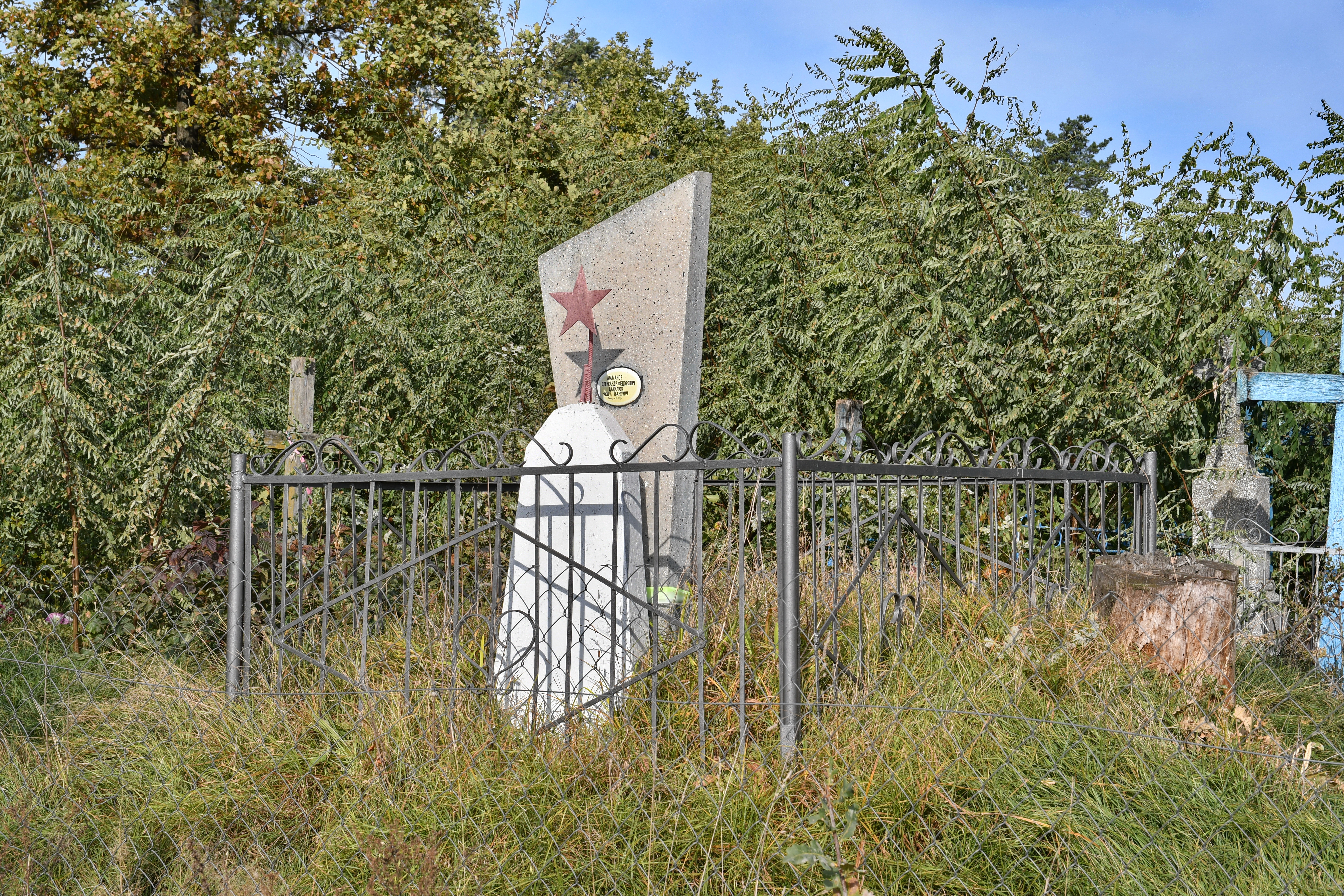
Могила радянських воїнів Шаманова і Данилюка
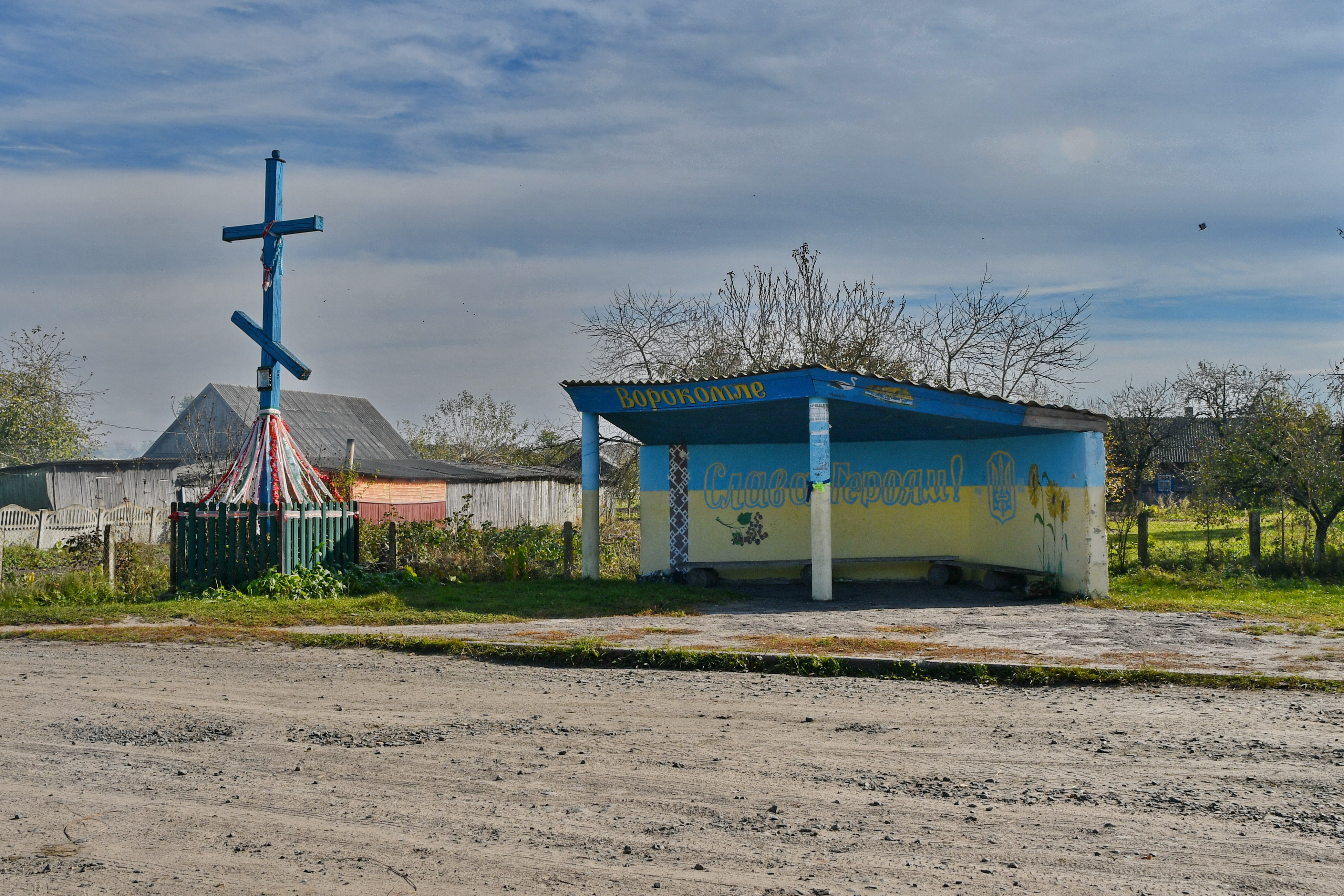
Автобусна зупинка